# Hohe Veitsch
Hohe Veitsch je nejvyšší hora pohoří Veitsch Alpe nacházející se ve spolkové zemi Steiermark v Rakousku. Pohoří je tvořeno převážně náhorní plošinou a tomu také odpovídá tvar vrcholu. Na jih a sever spadá strmými vápencovými skalami, nad kterými vystupuje již jen v podobě homole výrazně převyšující ostatní vrcholy čnící z plošiny. Na vrcholu je dřevěný kříž.

## Přístup
Výstup na vrchol je možný hned z několika směrů.
- Nejvyužívanější je cesta č. 465 vedoucí od hotelu Scheickl (1154 m) na jihu masivu. Cesta míjí 150 metrů pod vrcholem horskou chatu Graf-Meran-Haus (1836 m).
Délka: 2,5 hod.
- Cesta od severu z obce Niederalpl (921 m). Cesta nese opět označení č. 465 a vystupuje na vrchol kaňonem Veitschalmgraben po úbočí hory Grosser Wildkamm (1874 m).
Délka: 3,5 hod.
- Poslední možností je výstup od severovýchodu z obce Mürzsteg. Jedná se o nejdelší přístup, při kterém cesta č. 466 a navazující E4 Alpin přecházejí celým masivem Veitsch Alpe vrcholícím právě horou Hohe Veitsch.
Délka: 5,5 hod.